# Destroy to Create
Destroy to Create è il primo album studio pubblicato dalla band The Flatliners nel 2005.

## Tracce
1. Intro – 0:32
2. Fred's Got Slacks – 2:29
3. There's a Problem – 1:56
4. Public Service Announcement – 1:16
5. Bad News – 3:53
6. My Hands are Tied – 2:30
7. Gullible – 3:10
8. Scumpunch! – 3:07
9. I am Abandoned – 3:04
10. Macoretta Boozer – 3:17
11. Broken Bones – 3:16
12. Quality Television – 2:54
13. Do or Die – 4:09

## Formazione
- Chris Cresswell – voce, chitarra
- Scott Brigham – chitarra
- Jon Darbey – basso
- Paul Ramirez – batteria